# 下川矿山
下川矿山位于北海道上川郡下川町，由上川综合振兴局管辖。产出铜、硫化铁、锌等。

## 概要
1941年为了满足军需上的要求，三菱矿业株式会社的开始正式的勘探。1944年由于军需会社法规定，物资和劳动力的优先处理，所以增加规模，此后也顺利继续增产，全盛时期1974年左右月产33万吨，但由于铜贸易自由化，勘探采矿和环境对策的成本增加，日元升值，进口商品的价格低，收入急速恶化，1983年实际上封山。

## 历史
- 1933年-因山体落石导致矿山露出一角而被发现。
- 1941年-三菱矿业株式会社开始勘探和试采。并由手稲矿业所管理。
- 1942年-铁路开通。
- 1943年在矿山与铁路之间建设架空索道进行矿山运输，为了手选矿石的选矿厂开始建造。
- 1944年-因为军需会社法，铁路客运索道延长到矿山。设立派出所。
- 1945年浮游选矿场完成。菱光国民学校开设。
- 1946年-选矿场被烧毁。新下川诊疗所开设。
- 1947年-新下川特定邮局开设。设立下川中学菱光分校小学。
- 1948年-手稲矿业所更名独立，成立新下川矿业所。
- 1949年-选矿场重建。月产3，300吨。
- 1950年-成立太平矿业株式会社下川矿业所。选矿场与铁路下川站间的架空索道完成。
- 1951年-轨道运送被废止。公交线路开通。
- 1952年-更名为三菱金属矿业株式会社。月产4，400吨。
- 1955年-月产8000吨。并计划1961年-1964年，每月生产20万吨。
- 1962年-矿石索道运输改为卡车运输。
- 1963年-铜贸易自由化实施。
- 1966年-金属矿物勘探促进事业团岁开始广域调查。
- 1969年-矿山生产根据该事业团调查进行调整。
- 1970年-确认中之泽地区新矿床。
- 1974年-月产量3.3万吨，职工580人，矿区人口数1，900人。
- 1976年-三菱金属矿业的5矿山各自分离，成立下川矿业株式会社。
- 1978年-菱光中学停办。新下川电话交换局开局，拨号实现自动化。
- 1979年-月产量1.5万吨，每月产量缩小，开始剪裁员工为86人。诊疗所被废止。
- 1981年-月产5.500吨，员工继续剪裁。店铺关停，巴士运行班次减半。
- 1982年-采矿结束。
- 1983年-休山，小学，邮局，警察派出所，公交线路被废止。